# ديفيد نويل
ديفيد نويل (بالإنجليزية: David Noel)‏ مواليد 27 فبراير 1984 في درم، هو لاعب كرة سلة أمريكي. بدأ مسيرته الاحترافية في سنة 2006. تم اختياره من قبل فريق ميلووكي باكز خلال الدرافت. يلعب مع فريق شوليه باسكت في الدوري الفرنسي لكرة السلة الدرجة الأولى. يحمل الرقم 34.

## المسيرة الاحترافية
لعب مع ميلووكي باكز في موسم 2006–2007، ثم لعب مع جوفينتوت بادالونا في الدوري الإسباني في سنة 2008، ثم لعب مع باريس لوفالوا في الدوري الفرنسي من سنة 2010 إلى 2012، ثم لعب مع بي سي إم جرافيلين في موسم 2012–2013.

## روابط خارجية
- ديفيد نويل على موقع إن بي أي (الإنجليزية)
- ديفيد نويل على موقع سبورتس رفرنس (الإنجليزية)
- ديفيد نويل على موقع الدوري الإسباني لكرة السلة (الإسبانية)
- ديفيد نويل على موقع كرة السلة الأوروبية.كوم (الإنجليزية)
- ديفيد نويل على موقع كلية كرة السلة في سبورتس رفرنس.كوم (الإنجليزية)
- ديفيد نويل على موقع ريلجم (الإنجليزية)
- ديفيد نويل على موقع بروبوليرز (الإنجليزية)
- ديفيد نويل على موقع سبورتس رفرنس (الإنجليزية)
- ديفيد نويل على موقع سبورتس رفرنس (الإنجليزية)